# Cornelius Johnson
Cornelius Cooper Johnson (ur. 21 sierpnia 1913 w Los Angeles, zm. 15 lutego 1946 w San Francisco) – amerykański lekkoatleta skoczek wzwyż, mistrz olimpijski z Berlina.

## Przebieg kariery
Był Afroamerykaninem. Startował na igrzyskach olimpijskich w 1932 w Los Angeles, gdzie zajął 4. miejsce z takim samym rezultatem (1,97 m), jak zwycięzca Duncan McNaughton (o kolejności decydowała dogrywka). Według przepisów wprowadzonych krótko po igrzyskach w Los Angeles Johnson zdobyłby w 1932 r. srebrny medal (pokonał 1,97 m w konkursie w drugiej próbie; w pierwszej dokonał tego Robert Van Osdel, który po dogrywce został wicemistrzem, a zwycięzca dogrywki McNaughton i brązowy medalista Simeon Toribio w trzeciej).
Na igrzyskach olimpijskich w 1936 w Berlinie Johnson zdobył złoty medal ustanawiając rekord olimpijski wynikiem 2,03 m.
W latach 1936–1937 Johnson był rekordzistą świata wspólnie ze swym kolegą z reprezentacji Davidem Albrittonem, który na igrzyskach w Berlinie został wicemistrzem olimpijskim. Na tych samych zawodach w Nowym Jorku obaj skoczkowie uzyskali wysokość 2,07 m.
Johnson był mistrzem USA (AAU) w latach 1932–1936.
Po zakończeniu kariery pracował w urzędzie pocztowym w Los Angeles, a w 1945 wstąpił do marynarki handlowej Stanów Zjednoczonych. Pracował jako piekarz na statku „Santa Cruz”. W 1946 zachorował na morzu na zapalenie płuc. Zmarł w drodze do szpitala w wieku 32 lat.

## Rekord życiowy
- skok wzwyż – 2,076 m (1936)[1]